# Сілець (Перемишль)
Сілець (пол. Sielec) — частина міста Перемишль в Підкарпатському воєводстві, в Польщі, у межах етнічної української території Надсяння. Раніше було приміським селом. В селі знаходилась філіальна дерев'яна церква (збудована на місці давнішої церкви з 1830 року), належала до греко-католицької парохії в Негрибці, була зруйнована під час облоги московитами Перемишльської фортеці у І світовій війні.
В 1785 році в селі проживало 230 греко-католиків, 20 римокатоликів i 9 євреїв. В 1840  — 240 греко-католиків, в 1859 — 212, в 1879 — 247, в 1899 — 445, в 1926 — 390, в 1938 — 345 греко-католиків.
1 серпня 1934 р. село увійшло в об'єднану сільську ґміну Германовичі в Перемишльському повіті Львівського воєводства внаслідок об'єднання дотогочасних (збережених від Австро-Угорщини) громад сіл (ґмін).
У 1939 році в селі проживало 430 мешканців (350 українців, 70 поляків, 20 євреїв).
12 вересня 1939 року нацисти окупували село, однак вже 26 вересня 1939 року мусіли відступити, оскільки за пактом Ріббентропа-Молотова воно належало до радянської зони впливу. За кілька місяців село ввійшло до Перемишльського району Дрогобицької області. В червні 1941, з початком радянсько-німецької війни, територія знову була окупована німцями. В липні 1944 року радянські війська оволоділи селом.
У березні 1945 року село віддане Польщі, а українське населення в 1945—1947 роках виселено в СРСР та на понімецькі землі.